# Vladimir Vukicevic
Vladimir Vukicevic (né le 6 mai 1991) est un athlète norvégien, spécialiste des haies. C'est le frère cadet de Christina Vukicevic. Son père, Serbe, qui est aussi son entraîneur, a représenté la Yougoslavie aux Jeux olympiques de 1980.

## Carrière
Vainqueur du 110 m haies, lors des Championnats nationaux en 2009, il devient vice-champion du monde junior en 2010 à Moncton, en 13 s 59 derrière le Français Pascal Martinot-Lagarde.
Avec les haies de 99 cm, il a réalisé à deux reprises 13 s 42, une première fois à Oslo (le 4 juin 2010), puis à Mannheim (le 3 juillet 2010). Il bat son record en 13 s 65 lors des Championnats d'Europe d'athlétisme 2012, également NUR, le 30 juin 2012.
En juillet 2016, il bat dès les séries des Championnats d'Europe d'Amsterdam le record de Norvège en 13 s 54. Il est en revanche éliminé en demi-finales.

## Vie privée
Il est le frère cadet de Christina Vukicevic.